# 假渐尖毛蕨
假渐尖毛蕨（学名：Cyclosorus subacuminatus）为金星蕨科毛蕨属下的一个种。